# Condado de Parke
O Condado de Parke é um dos 92 condados do estado americano de Indiana. A sede do condado é Rockville, e sua maior cidade é Rockville. O condado possui uma área de 1 166 km² (dos quais 14 km² estão cobertos por água), uma população de 17 241 habitantes, e uma densidade populacional de 15 hab/km² (segundo o censo nacional de 2000). O condado foi fundado em 1821.